# RRDtool
RRDtool es el acrónimo de Round Robin Database Tool . Se trata de una herramienta que trabaja con una base de datos que maneja planificación según Round-Robin. Esta técnica trabaja con una cantidad de datos fija, definida en el momento de crear la base de datos, y un puntero al elemento actual.
El funcionamiento es el siguiente: se trata la base de datos como si fuese un círculo, sobrescribiendo los datos almacenados con anterioridad una vez alcanzada la capacidad máxima de la misma. Esta capacidad máxima dependerá de la cantidad de información que se quiera conservar como historial.
Su finalidad principal es el tratamiento de datos temporales y datos seriales como temperaturas, transferencias en redes, cargas del procesador, etc. Algunos proyectos que utilizan RRDtool son: Cacti, Ganglia, JFFNMS, Lighttpd, MRTG, Munin, Smokeping, Zenoss, etc.